# Музей Суворова (Кобрин)
Кобринский военно-исторический музей имени Александра Васильевича Суворова — музей в городе Кобрин (Беларусь), названный в честь русского полководца Суворова, некоторое время владевшего городом. В 2016 году музей посетило 35,7 тыс. человек.

## История
Основан в 1946 году, через год профиль музея был изменен с историко-краеведческого на военно-исторический. Первая экспозиция открылась 1 мая 1948 года в старинном усадебном доме, построенном в 1790 году. По мнению Леонида Нестерчука, после подавления восстания Костюшко этот дом, вероятно, был конфискован российскими властями, так как в 1795 году он уже пустовал. Здесь в 1797 и 1800 годах проживал русский полководец Александр Суворов, которому императрицей Екатериной II было пожаловано имение Кобринский ключ за верную службу. В начале 1860-х годов в этом доме проживал один из руководителей антироссийского восстания 1863—1864 годов Ромуальд Траугутт.
В 1950 году перед входом в музей установлен бронзовый бюст Суворова работы Пьетро Кюфферле. В 1978 году музей был закрыт на реставрацию, в ходе которой здание было полностью перестроено и была восстановлена прежняя планировка. Изменения претерпела и экспозиция музея — теперь вся она была посвящена Суворову.

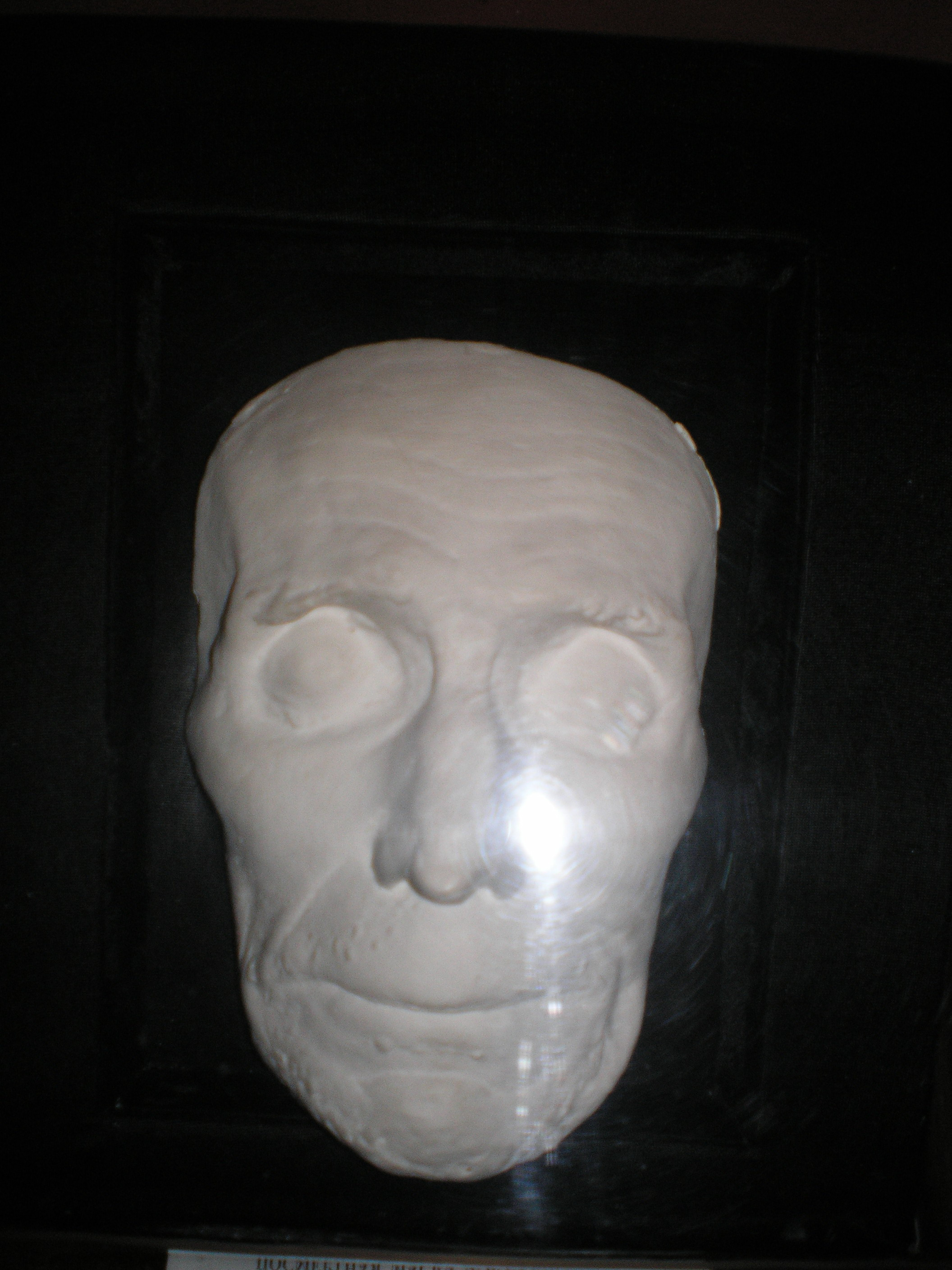
Один из экспонатов дома-музея — посмертная маска Суворова

В 1987 году было начало строительство нового современного здания музея рядом с домом Суворова. Здание из красного кирпича, стилизованное под крепость, было завершено в 1990 году. В нём разместилась экспозиция под названием «Семь столетий Кобрина», посвящённая истории Кобрина в целом, тогда так в старом здании была сохранена суворовская экспозиция («Суворовский дом»). Открытие нового здания состоялось в 1995 году.

## Награды
- Специальная премия Президента Республики Беларусь деятелям культуры и искусства (31 декабря 2006 года) — за значительный вклад в развитие музейного дела, разработку тематической экскурсии «Суворов как личность в истории», создание исторических, художественных и этнографических выставок[3].